# Leistungsbeschreibung
Leistungsbeschreibung (englisch statement of work, SOW) ist im Vertragsrecht die Spezifikation zu erbringender Leistungen durch den Verkäufer oder Auftragnehmer.

## Allgemeines
Der Leistungsbeschreibung kommt bei umfangreichen Verträgen eine zentrale Rolle bereits bei Angebot oder Ausschreibung zu. Sie führt im Detail in einem Verzeichnis auf, zu welchen Leistungen sich der Verkäufer oder Auftragnehmer vertraglich verpflichtet und welche Leistungsmerkmale vorgesehen sind. Die Festlegung der Sachleistung ist neben der Festlegung der Gegenleistung, also in der Regel des Kaufpreises, ein unverzichtbarer Bestandteil des Vertrages und meist Schwerpunkt der Vertragsverhandlungen. Die Leistungsbeschreibung kommt kaum vor bei einfachen Kaufverträgen des Alltags (die Gebrauchsanleitung oder Packungsbeilage stellen eine Gebrauchsinformation dar), sie spielt dagegen eine große Rolle bei Werkverträgen wie dem Bauvertrag (dort als Bausoll bezeichnet) oder dem Reisevertrag für Pauschalreisen.

## Rechtsfragen
Deshalb befasst sich im Bauwesen die VOB/A ausführlich mit Leistungsbeschreibungen. Gemäß § 7 VOB/A ist die Bauleistung eindeutig und so erschöpfend zu beschreiben, dass alle Unternehmen die Beschreibung im gleichen Sinne verstehen müssen und ihre Preise sicher und ohne umfangreiche Vorarbeiten berechnen können. Dabei sind die verkehrsüblichen Bezeichnungen zu beachten.
Durch Vergleich der Leistungsbeschreibung mit der tatsächlich gelieferten Sache kann geprüft werden, ob die „vereinbarte Beschaffenheit“ (§ 434 Abs. 1 Satz 1 BGB) erreicht wurde, zu der sich der Verkäufer verpflichtet hat. Eine Abweichung von der Spezifikation stellt einen Sachmangel dar und löst Gewährleistungsansprüche aus. Beim Werkvertrag ist das Werk frei von Sachmängeln, wenn es die vereinbarte Beschaffenheit hat (§ 633 Abs. 2 BGB). Das gilt auch für spezifizierte Reiseleistungen in Reisekatalogen; die Pauschalreise ist frei von Reisemängeln, wenn sie die vereinbarte Beschaffenheit hat (§ 651i Abs. 2 BGB).

## Arten
In § 7a VOB/A wird verlangt, dass die technischen Anforderungen (Spezifikationen) an den Auftragsgegenstand im Bauwesen allen Unternehmen gleichermaßen zugänglich sein müssen. Unterschieden wird hierin nach der
- Leistungsbeschreibung mit Leistungsverzeichnis (§ 7b VOB/A) und
- Leistungsbeschreibung mit Leistungsprogramm (§ 7c VOB/A): ist der Ausnahmefall einer Leistungsbeschreibung.[3] Das Leistungsprogramm umfasst eine Beschreibung der Bauaufgabe, die häufig auch funktionale Leistungsbeschreibung genannt wird.[4]

Mit dem Lastenheft spezifiziert der Auftraggeber seine Anforderungen, mit dem korrespondierenden Pflichtenheft beschreibt der Auftragnehmer, wie er diese Anforderungen des Auftraggebers zu erfüllen gedenkt.

## Zweck
Die Leistungsbeschreibung ist Grundlage für die Rechtsfrage, ob die gemäß Kaufvertrag gelieferte Ware oder das aufgrund Werkvertrags herzustellende Werk Mängel aufweist. Sie dient der Spezifikation der Leistungen, so dass der Käufer/Auftraggeber eine bestimmte Lieferung erwarten darf.